# Stephen Bray
Stephen Pate Bray (n. 23 decembrie 1956, Detroit, Michigan, SUA) este un compozitor, producător și baterist american, cunoscut în mod special datorită colaborărilor muzicale multiple pe care le-a avut cu cântăreața americană Madonna în perioada anilor 1980. De asemenea, acesta a câștigat premiul Grammy în categoria „Cel mai bun album de teatru muzical” pentru producția Culoarea purpurie.